# 丹格特集團
丹格特集團（英語：Dangote Group）是由阿里科·丹格特創立的尼日利亞跨國工業集團。 它是西非最大的企業集團，也是非洲大陸最大的企業集團之一。 該集團擁有30,000多名員工，2017年的收入超過41億美元。

## 外部連結
- Dangote Group Homepage（页面存档备份，存于）
- Aliko Dangote, Forbes profile（页面存档备份，存于）
- 丹格特集团_尼日利亚名企推荐（页面存档备份，存于）